# Pakur

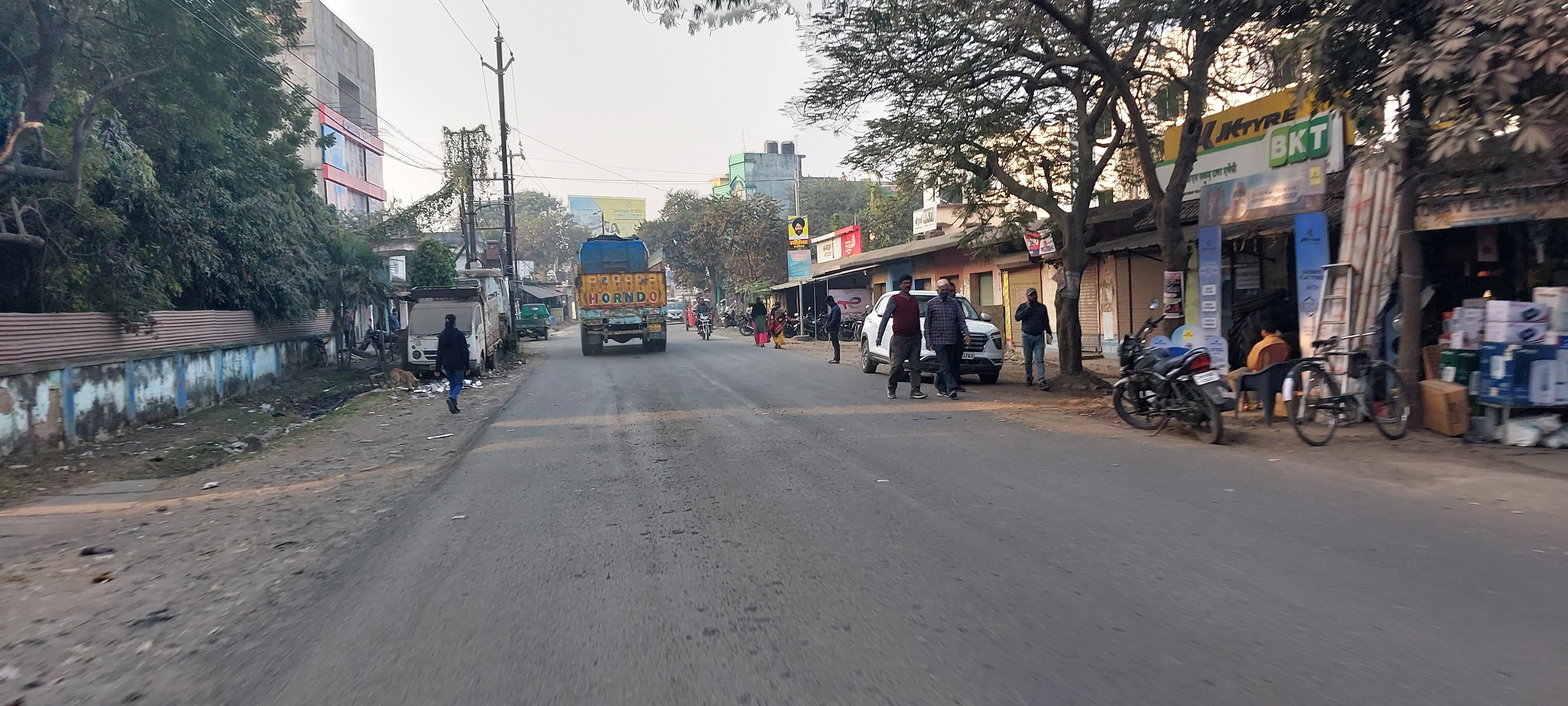
In Pakur (2025)

Pakur ist eine Stadt im indischen Bundesstaat Jharkhand.
Die Stadt ist Hauptort des gleichnamigen Distrikts Pakur. Pakur wird als ein Nagar Panchayat verwaltet. Die Stadt ist in 19 Wards (Wahlkreise) gegliedert.

## Demografie
Die Einwohnerzahl der Stadt liegt laut der Volkszählung von 2011 bei 45.840. Pakur hat ein Geschlechterverhältnis von 938 Frauen pro 1000 Männer und damit einen für Indien üblichen Männerüberschuss. Die Alphabetisierungsrate lag bei 77,6 % im Jahr 2011. Knapp 67 % der Bevölkerung sind Hindus, ca. 28 % sind Muslime und ca. 5 % gehören einer anderen oder keiner Religion an. 13,9 % der Bevölkerung sind Kinder unter 6 Jahren.

## Wirtschaft
Die Wirtschaft der Umgebung ist noch überwiegend landwirtschaftlich geprägt. Sie hat verfügt auch über Rohstoffe wie schwarzem Stein, Schamott und Kohle.